# Manfred Wittmann
Manfred Wittmann (* 1943 in Kaltenbrunn) ist ein deutscher Serienmörder, der zwischen Dezember 1968 und November 1969 im Coburger Land drei Mädchen mit einem Messer tötete. In den Medien wurde er als Killer von Staffelstein bezeichnet.

## Vorleben
Wittmann war das fünfte von sieben Kindern eines Molkereiarbeiters, die Mutter war Hausfrau. Wegen Prüfungsangst beendete er eine Ausbildung zum Tischler nicht, sondern arbeitete als Bitumenmischer in einer Asphaltmischerei. Bis zu seiner Festnahme lebte er ununterbrochen am Ort seiner Geburt und galt als schüchtern und unauffällig.
Seitdem er als Kind bei der Schlachtung eines Schweines zugesehen hatte, entwickelte er Gewalt- und Tötungsfantasien. Diese bestanden darin, eine Frau mit einem Messer möglichst lange zu Tode zu quälen und mit einem Stich in den Hals zu töten.

## Taten
Bereits am 25. Dezember 1959 hatte er eine 19-Jährige Arbeitskollegin seiner Schwester überfallen, der er zufällig auf dem Nachhauseweg von einem Kinobesuch begegnet war und deren Wohnort ihm bekannt war. Er lief zunächst nach Hause, um sich zu bewaffnen und nahm dann eine Abkürzung, um seinem Opfer aufzulauern, schlug ihr wiederholt mit einem Gummiknüppel auf den Kopf, zwang sie, sich zu entkleiden und verletzte sie durch Stiche mit einem Küchenmesser in den Hals. Das Opfer stellte sich tot und überlebte daher trotz schwerer Verletzungen, konnte aber ihren Angreifer nicht zuverlässig beschreiben. Kratzer in Wittmanns Gesicht führten lediglich zu Gerüchten im Ort, wurden aber trotz ausdrücklicher Bitte um sachdienliche Hinweise nicht der Polizei zugetragen. Wittmann war vom Anblick des Blutes schockiert und ihm war klar, dass er fast einen Menschen getötet hatte; in der Folgezeit ging er seltener seinen Fantasien nach.
Im Dezember 1968 tötete er eine 14 Jahre alte Schülerin und im August sowie November 1969 jeweils ein 16 Jahre altes Mädchen auf grausame Weise. Tatwerkzeug war der Literatur zufolge ein „Taschenmesser“, Der Spiegel berichtete hingegen von einem Brotzeitmesser (sogenannter Schneidteufel).

## Verfahren
Die Hauptverhandlung begann am 7. November 1971 vor dem Schwurgericht am Landgericht Coburg; es herrschte Lynchstimmung im Saal, da die Tötungsart vom Publikum als „bestialisch“ angesehen wurde. Das Verfahren wurde von Demonstrationen und Forderungen nach der Todesstrafe begleitet. Der Sitzungssaal musste wegen einer telefonischen Bombendrohung geräumt werden.
In der Anklageschrift hieß es:

„Der Angeschuldigte (inzwischen Angeklagte) ist zwar körperlich und geistig gesund, wenn auch Anzeichen von körperlicher und psychischer Abnormität festgestellt sind, die aber keinen Krankheitswert besitzen.“

Wittmann wurde von Rolf Bossi verteidigt, der versuchte, eine Einweisung in die Psychiatrie als Maßregel der Besserung und Sicherung zu erreichen. Das Gericht folgte der Verteidigung nicht, hielt Wittmann trotz zweier psychiatrischer Gutachten für schuldfähig und verurteilte ihn am 15. Dezember 1971 zu dreimal lebenslanger Haft bei Feststellung besonderer Schwere der Schuld. Die Gutachten hatten Wittmann eine „schwer abartige sexuelle Entwicklung echt sadistischer Prägung“ sowie eine „suchtähnliche, krankhafte Triebentgleisung mit einem sich im Laufe der Zeit immer mehr steigernden, dranghaften Verlangen in periodischen Zuspitzungen“ und eine daraus resultierende stark verminderte Steuerungsfähigkeit attestiert.

## Verbleib
Wittmann saß in der Justizvollzugsanstalt Straubing ein und führte sich dort gut. Ende Dezember 2011 beschloss die zuständige Strafvollstreckungskammer, die Reststrafe auszusetzen, wenn sich eine geeignete Einrichtung finde, die den bereits gebrechlichen Wittmann aufnehmen könne. Der Anstaltsleiter stand im Gegensatz zu Gutachtern und Staatsanwalt einer möglichen Haftentlassung Wittmanns trotz Kastration und medikamentöser Behandlung kritisch gegenüber. Nach endgültiger Entscheidung durch das Oberlandesgericht Nürnberg wurde Wittmann im Jahr 2013 nach 43 Jahren Haft in die Obhut eines Altenheims in Nürnberg entlassen.